# K. A. Aneesh
K. A. Aneesh (* 5. Juni 1975, auch K. A. Anish, vollständig Kannangayath Aneesh Aneefa) ist ein indischer Badmintonspieler. 

## Karriere
K. A. Aneesh startete bei den India International 2001, 2002 und 2005, ohne sich dabei im Vorderfeld platzieren zu können. 2009 erkämpfte er sich bei den Bahrain International seine größten internationalen Erfolge. Dort siegte er im Herrendoppel gemeinsam mit Sanave Thomas. Auch im Mixed stand er in Bahrain auf dem Treppchen. In dieser Disziplin gewann er Bronze gemeinsam mit Rehana Abdul Latif.